# Breżani

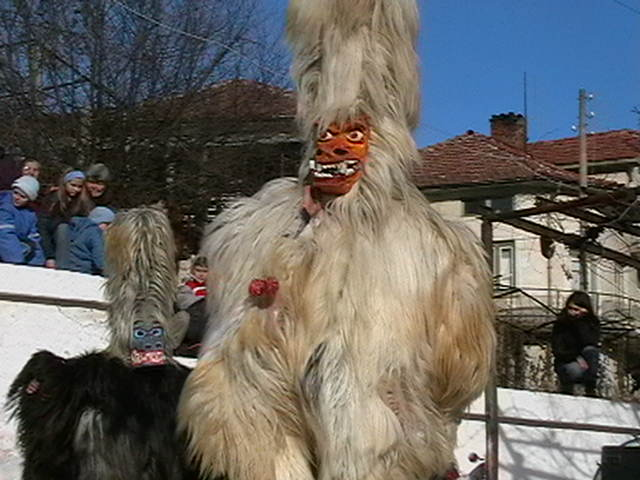
Kukerzy w Breżani

Breżani (bułg. Брежани) – wieś w południowo-zachodniej Bułgarii, w obwodzie Błagojewgrad, w gminie Simitli. Według danych Narodowego Instytutu Statystycznego, 31 grudnia 2011 roku wieś liczyła 782 mieszkańców.

## Położenie
Breżani znajduje się w kotlinie Simitlińskiej.

## Historia
Pierwsza nazwa miejscowości to Syrbinowo, nazwa pochodziła od położenia w Serbii. W 1576 roku miejscowość była wzmiankowana w osmańskich dokumentach. W 1650 roku wioska wymieniona była jako miejscowość serbska. W XIX wieku miejscowość była zamieszkana wyłącznie przez Bułgarów. W 1891 roku Georgi Strezow napisał o wsi: 

Syrbinowo, wieś pięć godzin na południe od Dżumai. Leży w kierunku Strumy blisko Simitli. Zarabiająca na dobrym winie i mająca wiele kasztanów. Cerkiew, w którym czyta się po słowiańsku ze szkołą z dwudziestoma pięcioma uczniami.

W 1912 roku w czasie wojen bałkańskich 12 mieszkańców wstąpiło do legionu Macedońsko-Adrianopolskiego. W czasie wojny wieś została wyzwolona przez bułgarskie siły i po wojnach bałkańskich pozostała w granicach Bułgarii. W dniach 7 – 11 lutego 1925 roku we wsi odbył kongres WMRO. W sierpniu 1934 roku wieś została przemianowana na Breżani.

## Święta
1 stycznia odbywa się święto Wasilow den. W Breżeni występują kukerzy – zakładają maski, ubierają różne kostiumy i dzwonią dzwonkami; odwiedzają domy, śpiewają pieśni i składają życzenia. Odwiedzone domy obdarowują najczęściej piwem lub winem. Organizowane są konkursy, która z grup kukerów jest najpiękniejsza i najciekawiej wykonała obyczaje.
Od października 2010 roku organizowane jest święto kasztana.

## Atrakcje przyrodnicze
- miejsce Krysto, gdzie w 1878 roku zatrzymała się rosyjska armia
- miejsce Sweta Amina, gdzie w 1912 roku odbyła się jedna z bitew

## Osoby związane z Breżani
- Christo Apostołow – rewolucjonista
- Paweł Dawkow – rewolucjonista
- Petyr Dimitrow – kmet Dupnicy
- Petyr Gyrkow – leśniczy i rewolucjonista
- Georgi Kjuzekow – rewolucjonista[11]
- Najden Złatkow – ksiądz i rewolucjonista